# ファーストラン〜風を抱きしめて〜
『ファーストラン〜風を抱きしめて〜』（ファーストラン〜かぜをだきしめて〜）は、ポニーキャニオンより1992年9月18日に発表されたオリジナルビデオ作品。
日本のセクシーアイドル「C.C.ガールズ」の初主演作品である。

## 概要
F-3レースに熱狂的な目黒かおり、社長令嬢の青山由紀、メカニックの渋谷景子、そして、A級ライセンスを持つ赤坂美奈子の4人がサーキットからの帰り道、運命的な出会いをする。4人は自分たちのF-3レースのチーム結成を決意し、スポンサーを探し、マシンを獲得し、チームを創り上げていく。恋人とのすれ違い、親からの妨害、テスト走行でのクラッシュからチームは苦境に陥るが･･･。
デビューレースの当日、満員の観衆、スタートを告げるグリーンシグナル。女たちの熱い闘いが繰り広げられる。

## キャスト
- 目黒かおり：原田徳子
- 青山由紀：藤原理恵
- 渋谷景子：藤森夕子
- 赤坂美奈子：青田典子
- 阪本良介
- 越川大介
- 二瓶秀雄
- 松田秀士
- 森次晃嗣

## 主題歌
- 「HEAVENLY SKY」崎谷健次郎
- 「風を抱きしめて」崎谷健次郎 - 挿入歌。

## スタッフ
- 監督：大久保邦孝
- 脚本：大久保邦孝、樫田正剛
- 選曲：合田豊
- 技術協力：K FIVE、インフ、STUDIO TOPVISION、東洋音響カモメ
- 協力：ファミリーマート、プランナル、東名スポーツ
- プロデューサー：佐藤克則、照井論、下芋坪洋彦（才 sai）、井上哲夫（イマックス）、遊間一嘉（オスカープロモーション）
- チーフプロデューサー：男全修二（ポニーキャニオン）、西山幸男
- 企画：西山幸男（ジャパド）、照井論（ドラゴンフライ）、古賀誠一（オスカープロモーション）
- エグゼクティブプロデューサー：馬越勲（ポニーキャニオン）、稲塚秀孝（タキオン）
- 制作：ジャパド
- 製作著作：タキオン（現：タキオンジャパン）、ポニーキャニオン

## ビデオ
- 『ファーストラン〜風を抱きしめて〜』（1992年9月18日発売 ポニーキャニオン PCVP-30947）
- 『ファーストラン〜風を抱きしめて〜』（1993年4月21日再発売 ポニーキャニオン PCVG10012）
- 『C.C.ガールズ ACTRESS』
「ファーストラン〜風を抱きしめて〜」のメイキング・ビデオ収録。

## LD
- 『ファーストラン〜風を抱きしめて〜』（1992年12月16日発売 ポニーキャニオン PCLG-00002）